# Prudence Farrow
Prudence Anne Villiers Farrow Bruns, född 20 januari 1948 i Los Angeles, är en amerikansk författare, meditationslärare och filmproducent. Hon är dotter till filmregissören John Farrow och skådespelaren Maureen O’Sullivan och yngre syster till skådespelaren Mia Farrow. Beatleslåten "Dear Prudence" handlar om henne.

## Biografi
Farrow uppfostrades som katolik av sina föräldrar och gick även i klosterskolor. Hon lärde sig transcendental meditation (TM) 1966 vid UCLA, och blev året därefter intresserad av yoga och öppnade ett yogainstitut vid en tidigare kyrka i Boston. 1968 reste Farrow tillsammans med sin syster Mia och bror Patrick med Maharishi Mahesh Yogi från New York till Indien,  och sedan till Maharishis ashram i Rishikesh för en lärarutbildning i transcendental meditation.
Popgruppen the Beatles anlände strax därefter. Farrow ägnade sig åt att utöva TM-tekniken så att hon kunde bli en TM-lärare. Hon sa: "Jag skulle alltid rusa tillbaka till mitt rum direkt efter föreläsningar och måltider så jag kunde meditera. John, George och Paul skulle alltid jamma och ha roligt och jag satt kvar på mitt rum. De tog mediterandet seriöst, men de var bara inte så fanatiska som jag". Det slutade med att hon sällan kom ut från sitt rum, varför Lennon blev ombedd att kontakta henne, och se till att hon kom ut oftare för att umgås. Lennon skrev då låten "Dear Prudence". Enligt Lennon hade hon varit inlåst på rummet i tre veckor, där hon försökte nå Gud snabbare än någon annan.

## Privatliv
Farrow gifte sig med läraren Albert Morrill Bruns i december 1969. De har tre barn och fyra barnbarn.